# SINGER 21st anniversary special live
『SINGER 21st anniversary special live』（シンガー トゥエンティーファースト・アニバーサリー・スペシャル・ライブ）は、1995年4月21日に発売された甲斐よしひろの映像作品。ポニーキャニオンより発売された。

## 概要
1995年1月14日、甲斐よしひろデビュー21周年記念として日本武道館で開催されたライヴの模様を収録。当日は、甲斐バンドのメンバー（松藤英男と田中一郎。大森信和は急病のため欠席）がゲスト出演した。
ビデオは2巻に分けて発売されたが、2008年にDVD化された際は1枚組としてリリースされた。

## 収録曲

### Vol.1
1. ブライトン・ロック
2. 風の中の火のように
3. ダニーボーイに耳をふさいで
4. 絶対・愛
5. 嵐の季節
6. テレフォン・ノイローゼ
7. 安奈
8. THANK YOU
9. ノーヴェンバー・レイン
10. バス通り
11. ビューティフル・エネルギー

### Vol.2
1. 港からやってきた女
2. きんぼうげ
3. LADY
4. 冷血（コールド・ブラッド）
5. 漂泊者（アウトロー）
6. 翼あるもの
7. 橋の明かり
8. 光あるうちに行け
9. 破れたハートを売り物に

## 当日のセットリスト
1. ブライトン・ロック
2. 氷のくちびる
3. 風の中の火のように
4. ダニーボーイに耳をふさいで
5. 絶対・愛
6. 裏切りの街角
7. 嵐の明日
8. テレフォン・ノイローゼ
9. 安奈
10. メモリー・グラス
11. THANK YOU
12. ノーヴェンバー・レイン
13. バス通り
14. ビューティフル・エネルギー
15. 港からやってきた女
16. きんぽうげ
17. LADY
18. 嵐の季節
19. 冷血(コールド・ブラッド)
20. 漂泊者(アウトロー)
21. 翼あるもの
22. GET！
23. 渇いた街
24. 橋の明かり
25. 光あるうちに行け
26. 愛と呼ばれるもの
27. 破れたハートを売り物に